# Projektleitung
Die Projektleitung ist im Rahmen der Projektorganisation die organisatorische Stelle, der die operative Kontrolle eines Projektes unterliegt. Aufgabe dieser Organisationseinheit ist primär das Projektmanagement; in kleineren Projekten wird die Projektleitung durch den Projektleiter gebildet, in größeren Projekten steht dieser einer Gruppe von Personen und eventuell zusätzlich mehreren Teilprojektleitern vor. Bei modernen Organisationskonzepten besteht die Projektleitung umfangreicher Projekte aus mehreren Projektleitern, die die Entscheidung im Konsens bzw. nach vorbestimmten Richtlinien und Regeln treffen.
Der Deutsche Verband der Projektmanager in der Bau- und Immobilienwirtschaft e. V. (DVP) (früher: Deutscher Verband der Projektsteuerer e. V.) hat in einer Untersuchung zum Leistungsbild und zur Honorierung von Projektsteuerungsleistungen ein Leistungsbild für die Projektleitung definiert.
Die Projektleitung, im Sinne des DVP, ist die Übernahme von nicht-delegierbaren Auftraggeberfunktionen.

## Aufgaben der Projektleitung
Die Aufgaben der Projektleitung sind in erster Linie:
- Festlegung der Projektziele
- Planung des Projektes
- Zusammenstellung des Projektteams
- Steuerung, Sicherung des Informationsflusses und Kontrolle des Projektes (Termine vereinbaren, Zusammenarbeit mit anderen Fachabteilungen koordinieren, Verantwortlichkeiten festlegen)
- Treffen von Entscheidungen
- Verwaltung des Budgets (Finanzierung / Liquiditätssicherung, Erfassung aller Mitarbeiterkosten)
- Durchsetzen der erforderlichen Maßnahmen und Vollzug der Verträge
- Führen von Verhandlungen
- Projektergebnisse vorstellen und argumentativ vertreten
- Abschlussbericht für Auftraggeber
- Dokumentation des Projektes

## Mittel der Projektleitung
Einige Mittel der Projektleitung sind z. B.:
- Kosten- und Leistungsrechnung
- Projektordner
- Projektkalender
- Besprechungen (Briefings, Meetings)
- E-Mail
- Projektmanagement-Software